# Jean Ascencio
Pour les articles homonymes, voir Ascencio.
Jean Ascencio, né le 4 juillet 1886 et mort le 3 août 1954, est un homme politique français.

## Détail des fonctions et des mandats
Mandat parlementaire
- 8 décembre 1946 - 7 novembre 1948 : Sénateur de Maine-et-Loire